# Nouvelle vie™
Nouvelle vie™ ou encore Nouvelle vie™ et autres récits est un recueil de nouvelles de science-fiction rassemblant diverses histoires écrites par Pierre Bordage pour des publications antérieures, et publié chez L'Atalante en 2004.

## Liste des nouvelles
- Préambule : Cheval de Troie, préface
- Nouvelle vie™
- Ma main à couper, 1999Publiée dans La nuit de l'écriture, Rézé
- La Classe de maître Moda
- Eurozone
- Paix bien ordonnée, 2000Publiée dans Inventons la paix, Librio 338
- Kali la démente, 2000Publiée dans 4 polars inédits, supplément spécial de Phosphore n°230, août 2000
- Jour de noces, 2001Publiée dans Galaxies no 21, juin 2000, page 95. [lire en ligne] le début de la nouvelle Jour de noces sur le site de la revue Galaxies

Résumé de la nouvelle : Une famille est enfermée dans un domaine électronique depuis plusieurs centaines d'années. Sans espoir d'un jour en sortir, figés dans le temps, certains sont désespérés, d'autres ont même oublié la possibilité qu'à une époque ils aient été réels. Chaque année, la famille se réunit pour fêter les noces de tante Marthe et d'oncle Stan. Cette fois ci, pépé Jo emmène p'tit Tom, son favori, jusqu'aux confins du domaine. Là, il lui dévoile la vérité sur leur présence dans cet univers électronique. Enfermés dans la mémoire d'un ordinateur dans l'attente d'une réincarnation, entre-temps, l'apocalypse nucléaire a eu lieu et l'humanité est revenue à un stade préhistorique. Ils n’ont d'alternative que d'attendre les milliers d'années nécessaires à l'évolution d'une nouvelle société technologique leur offrant l'espoir d'une délivrance de leur prison.
- Dans le potager, 1999
- Les frères du G5, 2002Publiée dans Presse-Océan, novembre 2002
- Juliet, 2001Publiée dans Eros Millenium, 2001, J'ai Lu Millénaires
- Godéron, 1999Publiée dans L'Atalante, 10 ans, dans Étonnants voyageurs, Hoëbeke
- Tyho d'Ecce, 2001Publiée dans Une histoire de la SF - 5, Librio 485

## Éditions
D'abord édité en 2004 chez l'Atalante, Nouvelle vie™ a fait l'objet d'une réédition spéciale à destination des collégiens et lycéens en 2011.